# NGC 5736
NGC 5736 (другие обозначения — MCG 2-38-1, ZWG 76.7, PGC 52597) — спиральная галактика (Sa) в созвездии Волопас.
Этот объект входит в число перечисленных в оригинальной редакции «Нового общего каталога».